# Рангпур
Рангпур (бенг. রংপুর) — одне з найбільших міст Бангладеш. Розташований в окрузі Рангпур в регіоні Раджшахі на північному заході Бангладеш, на річці Гхагат. Населення — близько 252 тисяч чоловік. Площа — 42,6 км². Місто стало муніципалітетом 1869 року. Щільність населення— 5919,7 чол./км². Доля писемного населення — 54,6 %.

## Клімат
Місто знаходиться у зоні, котра характеризується вологим субтропічним кліматом. Найтепліший місяць — серпень із середньою температурою 29.1 °C (84.3 °F). Найхолодніший місяць — січень, із середньою температурою 17.1 °С (62.7 °F).
| Клімат Рангпура         | Клімат Рангпура | Клімат Рангпура | Клімат Рангпура | Клімат Рангпура | Клімат Рангпура | Клімат Рангпура | Клімат Рангпура | Клімат Рангпура | Клімат Рангпура | Клімат Рангпура | Клімат Рангпура | Клімат Рангпура | Клімат Рангпура |
| Показник                | Січ.            | Лют.            | Бер.            | Квіт.           | Трав.           | Черв.           | Лип.            | Серп.           | Вер.            | Жовт.           | Лист.           | Груд.           | Рік             |
| Середній максимум, °C   | 23,4            | 26              | 30,4            | 32,2            | 31,9            | 32,1            | 31,7            | 31,9            | 30,8            | 30,8            | 28,6            | 25,1            | 29,6            |
| Середня температура, °C | 17,1            | 19,4            | 23,5            | 26,5            | 27,4            | 28,6            | 28,7            | 29,1            | 27,9            | 26,6            | 23              | 18,9            | 24,7            |
| Середній мінімум, °C    | 10,7            | 12,7            | 16,6            | 20,7            | 22,9            | 25              | 25,7            | 26,2            | 25              | 22,4            | 17,3            | 12,7            | 19,8            |
| Норма опадів, мм        | 7               | 9               | 25              | 72              | 271             | 431             | 501             | 344             | 293             | 142             | 8               | 6               | 2107            |
| Днів з дощем            | 2               | 2               | 3               | 8               | 15              | 18              | 21              | 17              | 17              | 7               | 1               | 1               | 112             |
| ----------------------- | --------------- | --------------- | --------------- | --------------- | --------------- | --------------- | --------------- | --------------- | --------------- | --------------- | --------------- | --------------- | --------------- |
| Джерело: Weatherbase    |                 |                 |                 |                 |                 |                 |                 |                 |                 |                 |                 |                 |                 |